# Hôtel de Ragueneau

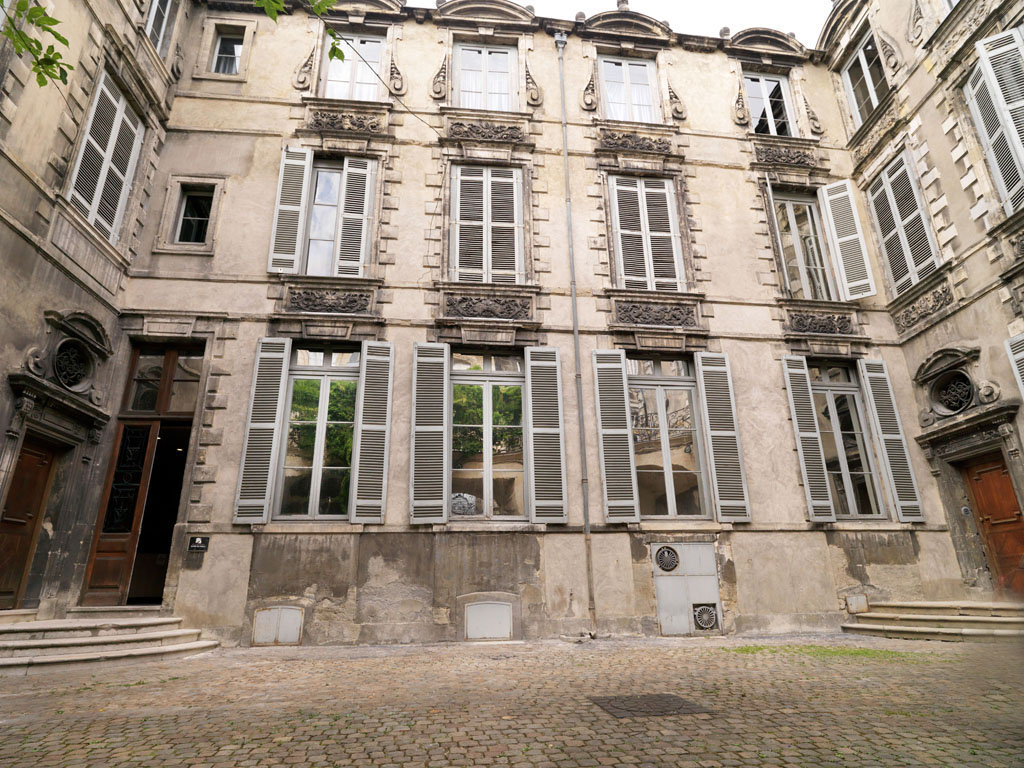
Hofseite

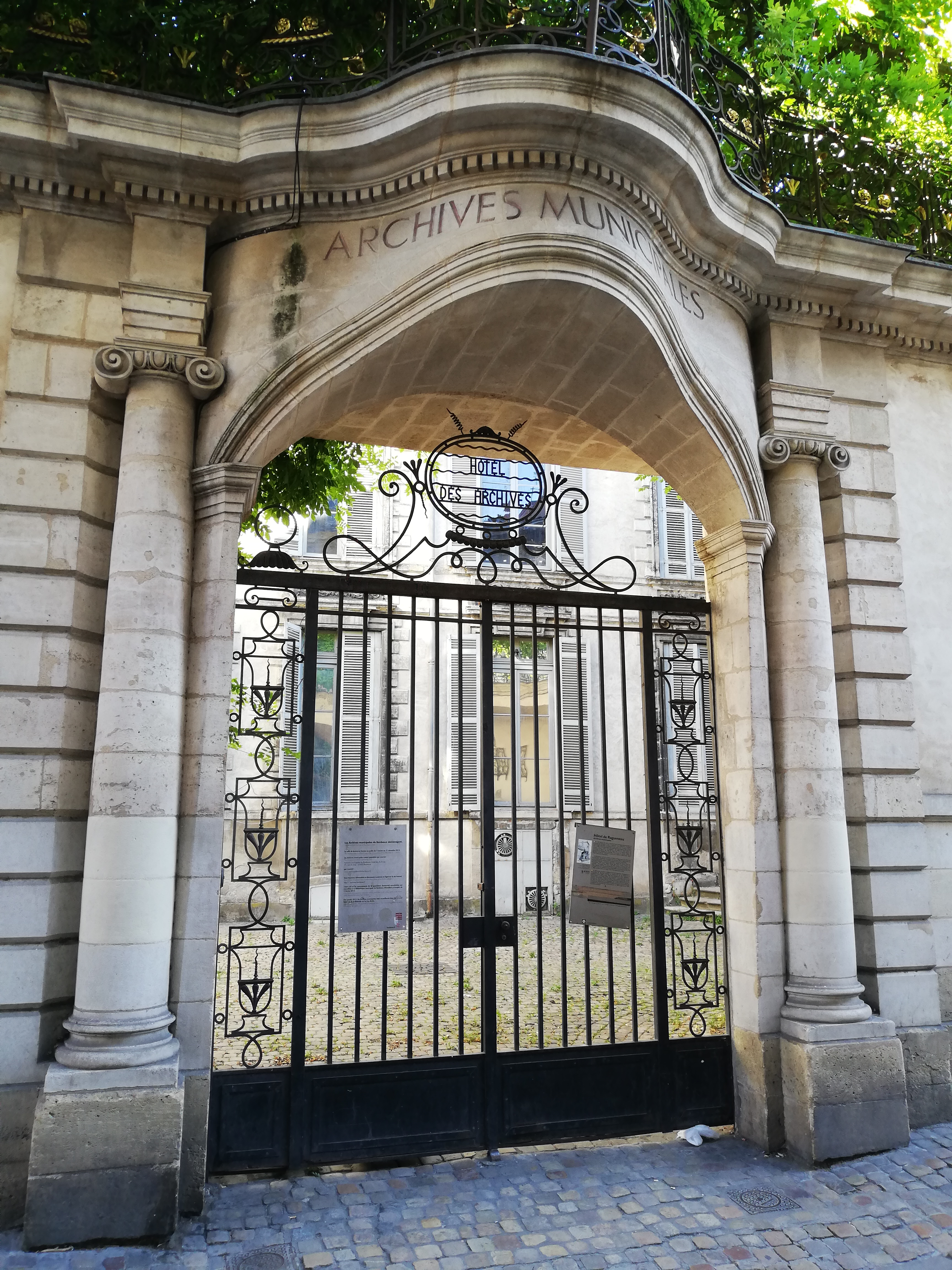
Galerie mit Zugangstor

Das Hôtel de Ragueneau ist ein historisches Stadthaus an der Rue de Loup in der Innenstadt von Bordeaux. Die hofseitigen Fassaden und die Galerie zur Straße sind seit 1964 als Monument historique geschützt.

## Geschichte
Errichtet wurde die dreiflügelige Anlage zwischen 1643 und 1656 auf Veranlassung von Jeanne de Seurin, Witwe des Pierre de Ragueneau, Rats im Parlement von Bordeaux. Mit der Planung wurde der Architekt Pierre Légliese beauftragt. Die Fassade zeigt eine manieristische Formensprache mit Motiven der Renaissance: Zwickel mit Löwenköpfen, Früchten und Blumen, Voluten an den Fenstern und Giebel mit Blumen- und Obsttöpfen. Die Galerie, die das Grundstück zur Straße hin abschließt und die beiden Gebäudeflügel verbindet, wurde im 18. Jahrhundert durch den damaligen Eigentümer Joseph de Gillet, Marquis de Lacaze, angefügt.
1847 wurde das Gebäude von der Stadt Bordeaux angemietet und 1860 für 100.000 Francs erworben. Bis 1928 beherbergte es die Akzisebehörde, von 1939 bis 2015 das Stadtarchiv. Bis in die 1970er Jahre waren auch die Académie nationale des sciences, belles-lettres et arts de Bordeaux und andere Gelehrtengesellschaften dort beheimatet. Im Zuge des Umbaus für das Archiv in den 1930er Jahren wurden die Stallungen auf der Rückseite abgebrochen und samt dem Garten mit Magazinfläche überbaut.